# José Rumazo González

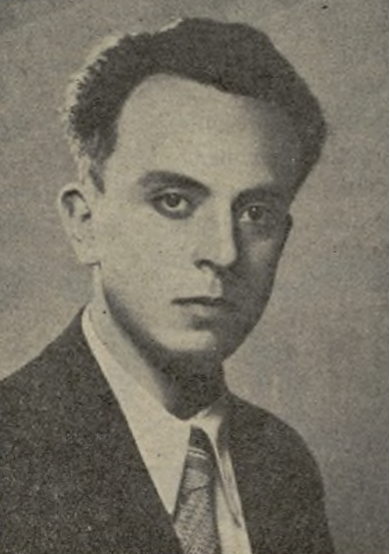
José Rumazo González

José Rumazo González Moya (* 28. August 1904 in Latacunga; † 26. Februar 1995 in Quito) war ein ecuadorianischer Schriftsteller, Historiker, Paläograph und Diplomat. Er wurde bekannt für sein episches Gedicht "Parusía" (mehr als 240.000 Verse). Sein literarisches Werk umfasst die Gedichtbände "Proa", "Altamar", "Raudal", "Soledades de la Sangre", "Claridades en Vislumbres" und "Hacia lo inefable", die Dramen "Sevilla del Oro" und "La leyenda del Cacique Dorado" sowie den Roman "Andariegos". Als Historiker veröffentlichte er "El Ecuador en la América Prehispánica" (ausgezeichnet von der Nationalen Geschichtsakademie), "La región amazónica del Ecuador en el siglo XVI" und die "Documentos para la Historia de la Audiencia de Quito" (acht Bände über Pedro Vicente Maldonado). Er war Präsident des Ecuadorianischen Instituts für Iberoamerikanische Kultur und der Ecuadorianischen Sprachakademie. Er erhielt mehrere Auszeichnungen, darunter das Große Kreuz des Nationalordens vom Kreuz des Südens von Brasilien und den Nationalpreis Eugenio Espejo.

## Leben
José Rumazo González wurde am 28. August 1904 in Latacunga, Ecuador, geboren. Seine Mutter starb kurz nach seiner Geburt, ein Ereignis, das sein Leben prägte und den Einfluss seines Vaters, eines liberal orientierten Mannes und Freundes von Juan Montalvo, verstärkte. Die Leidenschaft seines Vaters für Wissenschaft und Kultur, einschließlich der Herausgabe von Büchern ecuadorianischer Autoren, weckte in José und seinem Bruder Alfonso ein Interesse an Literatur, das sie zur Gründung der "Biblioteca Ecuatoriana" führte.
Sein historisches Werk, beeinflusst von den anthropologischen und archäologischen Entdeckungen seiner Zeit, zeigt sich deutlich in "Ecuador en la América Prehispánica", wo er Theorien über die ersten Völker, die präinkaischen Kulturen und das Inkareich auf ecuadorianischem Territorium untersucht. Darüber hinaus beauftragte ihn der Stadtrat von Quito mit der Entzifferung und Veröffentlichung der Libros del Cabildo, der Gründungsdokumente der Stadt, die sich von 1534 bis 1551 erstrecken, eine Arbeit, an der er mit anderen Forschern zusammenarbeitete.
Im Jahr 1939 reiste Rumazo González nach Europa, um in Deutschland Philosophie der Geschichte zu studieren, doch der Beginn des Zweiten Weltkriegs durchkreuzte seine Pläne. Er ließ sich in Sevilla nieder, wo er dank eines Stipendiums des Nationalkongresses eine Arbeit zur Kompilierung und Digitalisierung von Dokumenten des Archivo General de Indias begann. Während seines Aufenthalts in Spanien entdeckte und veröffentlichte er das Testament des Konquistadors Sebastián de Belalcázar und erlangte Anerkennung in Ecuador und Kolumbien. Diese Arbeit war Teil der ecuadorianischen "Misiones Especiales" zur Sammlung historischer Dokumente zur Untermauerung der territorialen Integrität des Landes. Parallel zu seiner Forschungsarbeit verfolgte Rumazo González eine diplomatische Karriere und bekleidete zwischen 1934 und 1947 Konsularposten in Sevilla, Cádiz, Lissabon und Barcelona. Anschließend war er Geschäftsträger und Ministerrat in Spanien und vertrat Ecuador auf verschiedenen internationalen Kongressen. Im Außenministerium seines Landes bekleidete er Führungspositionen und wurde amtierender Unterstaatssekretär. Die letzte Etappe seiner diplomatischen Laufbahn führte ihn als Botschafter nach Honduras, Argentinien, Uruguay und Panama, und er nahm an zahlreichen Sondermissionen teil und bekleidete Ämter im Ministerium.

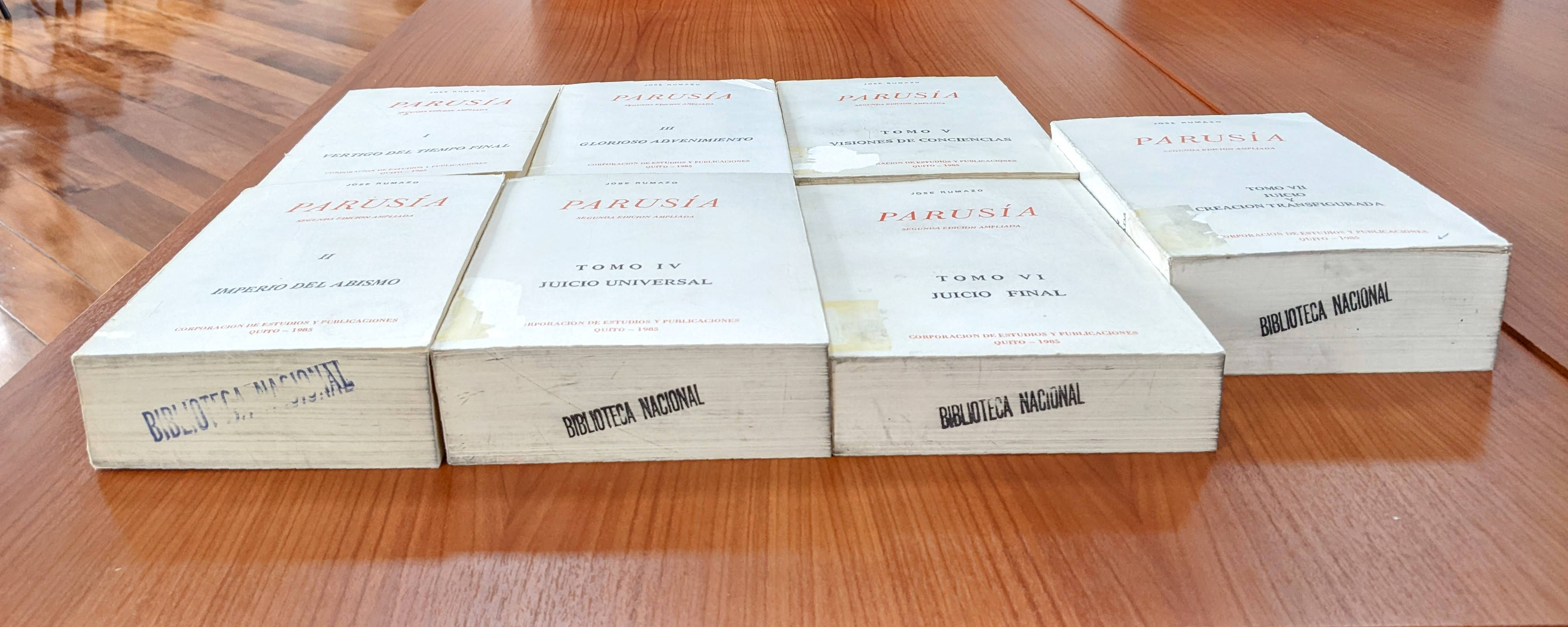
Parusia

Sein produktives literarisches Werk begann mit einer avantgardistischen Poesie, beeinflusst von Autoren wie Vicente Huidobro, die den "Anfimetamorphismus" oder die Doppeldeutigkeit des Wortes erforschte. Diese erste Phase fand jedoch nicht die gleiche Resonanz wie der damals vorherrschende sozialistische Realismus. Später wandte er sich der Kunstkritik zu und veröffentlichte Dramen mit historischen Themen wie "Sevilla del oro y La leyenda del cacique dorado" sowie Gedichtsammlungen wie "Raudal", "Soledades de la sangre" und "El amor soñado en la muerte" und den Roman "Andariegos", der die Psychologie der Figuren erforscht. Sein Meisterwerk ist das lange episch-religiöse Gedicht "Parusía" in sieben Bänden, das ihm den Nationalpreis Eugenio Espejo und die Anerkennung als "Dante Alighieri Ecuadors" einbrachte. In seinen letzten Jahren veröffentlichte er weiterhin Poesie mit religiösen Themen und Kompilationen seiner Essays.

## Werke
- 1930: Proa, 227 S.
- 1932: Altamar, 198 S.
- 1932: Der neue Klassizismus in der Poesie, (Essay), 41 S.
- 1933: Der Äquator im präkolumbianischen Amerika, 284 S.
- 1934: Aragón, Sacristán und Anselmo, (Erzählungen), 44 S.
- 1934: Erstes und Zweites Buch des Cabildo von Quito (Das grüne Buch), 535 S. und 404 S.
- 1937: Víctor Mideros, (Kritik), 46 S.
- 1946: Die Amazonasregion Ecuadors im 16. Jahrhundert, 311 S.
- 1949: Raudal, 129 S.
- 1950: Einsamkeiten des Blutes, 64 S.
- 1950: Die erträumte Liebe im Tod, 101 S.
- 1956: Wanderer, (Roman), 607 S.
- 1958: Dokumente zur Geschichte der Audienz von Quito. Maldonado, 8 Bde.
- 1958: Sevilla des Goldes und Die Legende des goldenen Kaziken, (Drama), 123 S.
- 1960, 1972, 1985: Parusie, die glorreiche Ankunft, 7134 S.
- 1987: Echos der Stille (Anthologie), 774 S.
- 1988: Wege und Begegnungen, (Essays), 1138 S.
- 1989: Klarheiten und Einblicke, 407 S.
- 1991: Für das Unaussprechliche, 332 S.